# Neolimonia optabilis
Neolimonia optabilis är en tvåvingeart som först beskrevs av Alexander 1921.  Neolimonia optabilis ingår i släktet Neolimonia och familjen småharkrankar. Inga underarter finns listade i Catalogue of Life.